# Albireo
Albireo (β Cygni), někdy i oko Labutě, je pátou nejjasnější hvězdou souhvězdí Labutě a tvoří její hlavu. Jde o dvojhvězdu rozlišitelnou i malými dalekohledy. Jasnosti její žlutooranžové a modravé složky, vzdálených od sebe 34", dosahují 3. a 4. magnitudy. Žlutá jasnější složka je ve skutečnosti také podvojnou soustavou.